# 松井礼明
松井 礼明（まつい ひろあき、1976年4月30日 - ）は、福岡放送のアナウンサー。広島県広島市出身。

## 来歴
法政大学卒業後、1999年同社入社。2013年、第34回NNSアナウンス大賞においてテレビ部門大賞を受賞した。九州地区の日本テレビ系列所属者で大賞を受賞したのは松井が初。

## 出演番組

### 現在
- めんたいワイド
  - 不定期出演の中継リポーター
  - 金曜MC（2011年4月 - 2015年3月27日）
  - 全曜担当MC（2015年3月30日 - ）
- めんたいワイド増刊号
- BEST GLOVE

### 過去
- 夢にエール!（ナレーション）
- 朝ドキッ!九州（木曜・金曜司会）
- ズームイン!!サタデー（福岡担当キャスター）
- 夢空間スポーツ（2008年2月から2015年3月22日まで）
- Jリーグアフターゲームショー（Jリーグリポーター座談会にサガン鳥栖のリポーターとして出演）
- 池上彰の九州2018総決算！～読み解けば「新時代」が見えてくるＳＰ～（福岡放送、2018年12月29日）
- Jリーグ・アビスパ福岡ホームゲーム中継（スカパー!：2011年からFBSがスカパー!向け放送に制作協力しているため、浜崎正樹、福岡竜馬と共に担当）
- 次の瞬間、熱くなれ。THE BASEBALL（地上波：福岡ソフトバンクホークス主管試合）
- BEST GLOVE
- NEWSめんたいPlus（2015年11月16日 - 2019年6月28日、メインキャスター）